# Тиглатпаласар III
Тиглатпаласар III (на акадски: Тукулти-апил-Ешара, означаващо „моето доверие е в сина на Ешара“) е цар на Асирия от 745 до 727 г. пр.н.е. Той изгражда силни гражданска, военна и политическа системи в империята си. Той е един от най-завършените военни командири в световната история, завладял голяма част от познатия на асирийците свят.
Тиглатпаласар III завзема трона след гражданска война и извършено убийство на кралското семейство. Прави кардинални промени в управлението, най-вече като подобрява ефикасността и сигурността му. Асирийската армия, която е най-голямата военна сила в света след Ашур-Убалит I (1366 – 1330 пр.н.е), става първата професионална армия.
Владетелят покорява голяма част от познатия по това време свят: на юг – месопотамците от Вавилон и Халдея, още повече на юг – арабите, Маган, Мелухха и Дилмуните на Арабския полуостров. На юг – Израел, Юдея, Филистия, Самара, Моаб, Едом, сутеанците и Набатея. На север достига Урарту, Армения и Скития в Кавказието, Кимерия край Черно море, и Наири. Като северозападна граница приема голяма част от Източна и Северозападна Мала Азия, вкл. хитите, Фригия, Киликия, Комаген, Табал, Кордуен и Кария. На запад владението достига гърците в Кипър и Арам (дн. Сирия), както и средиземноморските градове-държави Финикия и Канаан. На изток се простира до Персия, Медия, Гутиум, Манея, Кисия и Елам, а по-късно става цар на Вавилон.
Тиглатпаласар III осуетява въстания срещу асирийското управление с помощта на депортации, изхвърлили хиляди хора по всички краища на империята.